# Mormo ojcoviensis
Mormo ojcoviensis là một loài bướm đêm trong họ Noctuidae.